# Knock Me Down
"Knock me Down" er  en sang fra bandet Red Hot Chili Peppers, og er dedikeret til deres første guitarist Hillel Slovak der  døde som følge af en overdosis af heroin.
| Musik | Spire Denne musikartikel er en spire som bør udbygges. Du er velkommen til at hjælpe Wikipedia ved at udvide den. |